# Château de Tavira
Le château de Tavira est une ancienne fortification militaire située dans la freguesia de Santiago (pt), sur le territoire de la municipalité de Tavira (district de Faro, Portugal),.
En position dominante sur l'embouchure du fleuve Gilão, la ville s'est développée comme un important port maritime depuis l'Antiquité, ses prédécesseurs remontant au VIIIe siècle av. J.-C., passant par les mains des Phéniciens, des Grecs, des Celtes, des Carthaginois, des Romains, des Maures et de la couronne portugaise.
Il est classé Monument national depuis 2014.

## Historique
Bien que l'occupation humaine précoce de la région remonte à la préhistoire, une campagne archéologique entreprise en 1997 a révélé un mur phénicien de section datant du VIIIe siècle av. J.-C.. Cette colonie de marins et de commerçants fut la première preuve d'établissement.
Lors de la conquête romaine de la péninsule Ibérique, le village, alors appelé Balsa, acquit une importance stratégique en raison de la présence d'un pont sur la rivière. La ville passa plus tard sous le contrôle des Maures lors de la conquête musulmane de l'Hispanie.

### Le château médiéval
Lors de la reconquête chrétienne de la péninsule Ibérique, les forces portugaises atteignirent l'est de l'Algarve à partir de 1238. Tavira fut conquise le 11 juin 1239 (mai 1240, selon Alexandre Herculano, voire 1242 selon d'autres sources), par les forces commandées par Paio Peres Correia, Maître de l'Ordre de Santiago. Le 9 janvier 1242 (ou 1244 selon d'autres sources), Sanche II (1223-1248) fit don des domaines de Tavira et du patronage de son église à l'Ordre de Santiago, donation confirmée en 1245 par le pape Innocent IV. 

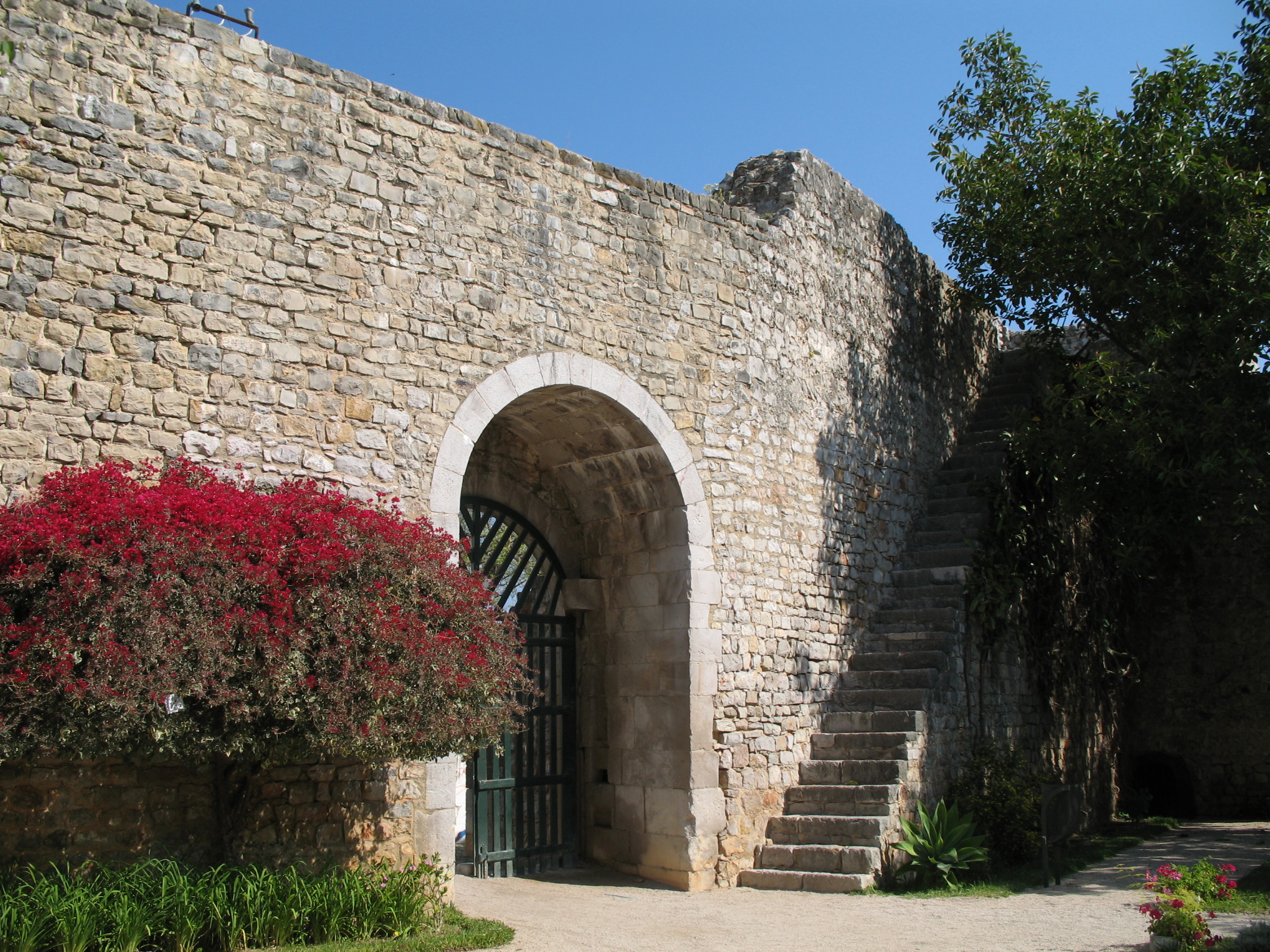

Prétendant que la ville avait été conquise par un ordre militaire castillan, Alphonse X la revendiqua, venant l'assiéger et la conquérir en 1252. L'année suivante, un traité fut signé par lequel Alphonse III (1248-1279) épouserait la fille d'Alphonse X et, si cette union donnait naissance à un fils de sept ans, son grand-père maternel lui ferait don de l'Algarve. Les conditions de cette législation étant remplies en 1264, Alphonse X céda l'Algarve à Alphonse III par lettre du 20 septembre, déposée à Séville. Grâce à cet acte, le souverain portugais accorda des lettres de concession à plusieurs villages de l'Algarve, dont Tavira en août 1266. 
Sous le règne du roi Denis Ier (1279–1325), le château fut réparé et renforcé et l'enceinte du village agrandie vers 1292. Le souverain, par lettre royale du 15 avril 1303, étendit les privilèges des résidents, empêchant que leurs biens soient saisis ou vendus, sauf pour les dettes envers la Couronne. 
Lors de la crise portugaise de 1383-1385, le maître d'Aviz, futur Jean Ier (1385-1433), fit don de Reguengo de Tavira à Fernão Álvares Pereira, frère du connétable Nuno Álvares Pereira. Plus tard, après la conquête de Ceuta et le début des grandes Découvertes portugaises, le village vit son importance stratégique et économique s'accroître. Le château, cependant, menaçait de s'effondrer, selon la plainte de ses habitants devant les tribunaux en 1475. 
Sous le règne de Manuel Ier (1495-1521), le village reçut le « Foral Novo » (1504), qui lui conféra le statut de ville le 16 mars 1520, entre autres privilèges importants. 
En 1573, lorsque le roi Sébastien Ier (1568-1578) visita Tavira, les travaux de construction du Fort de Santo Antonio (Forte do Rato), en face de la barre de la rivière Gilão en 1577, étaient en cours.

### DuXVIIIesiècleà nos jours
Plus tard, dans le contexte de la guerre de Restauration portugaise, Jean VI (1640-1656) confirma tous les privilèges accordés à Tavira par ses prédécesseurs, ordonnant des travaux de modernisation du château médiéval, renforçant sa structure et l'adaptant aux tirs de l'artillerie alors devenue active. La défense du village fut complétée, en 1672, par le début de la construction de la forteresse São João da Barra de Tavira, à Gomeira, en bordure du fleuve Gilão, en 1717. 
Au XVIIIe siècle, la structure du château fut gravement endommagée par le tremblement de terre de Lisbonne de 1755, ce qui contribua certainement au fait que, dans les siècles suivants, le périmètre défensif de la ville fut en grande partie démantelé. Les remparts du château de Tavira sont classés Monument National par décret publié le 16 mai 1939.

## Caractéristiques
Les remparts de Tavira présentent différentes étapes de construction, la plus ancienne remontant à la période des Almoravides, à la fin du XIe ou au début du XIIe siècle. Bien que difficiles à identifier, on pense qu'ils étaient intégrés par une alcôve dans l'angle sud-est et par une enceinte fortifiée orientée nord-sud, toutes deux de dimensions modestes. 
Cette structure initiale fut réformée à l'époque almohade, où elle acquit les principaux éléments qui subsistent encore aujourd'hui, dont des vestiges de murs en pisé. Dans la zone de l'actuelle Praça da República, à côté du bâtiment de la Banque nationale d'outre-mer, une ancienne porte en arc de fer à cheval a été découverte, associée, à l'origine, à une tour défensive. Dans la zone de l'actuelle alcazaba, subsiste une tour albarrane, multiforme et orientée au sud, détachée des autres structures. 

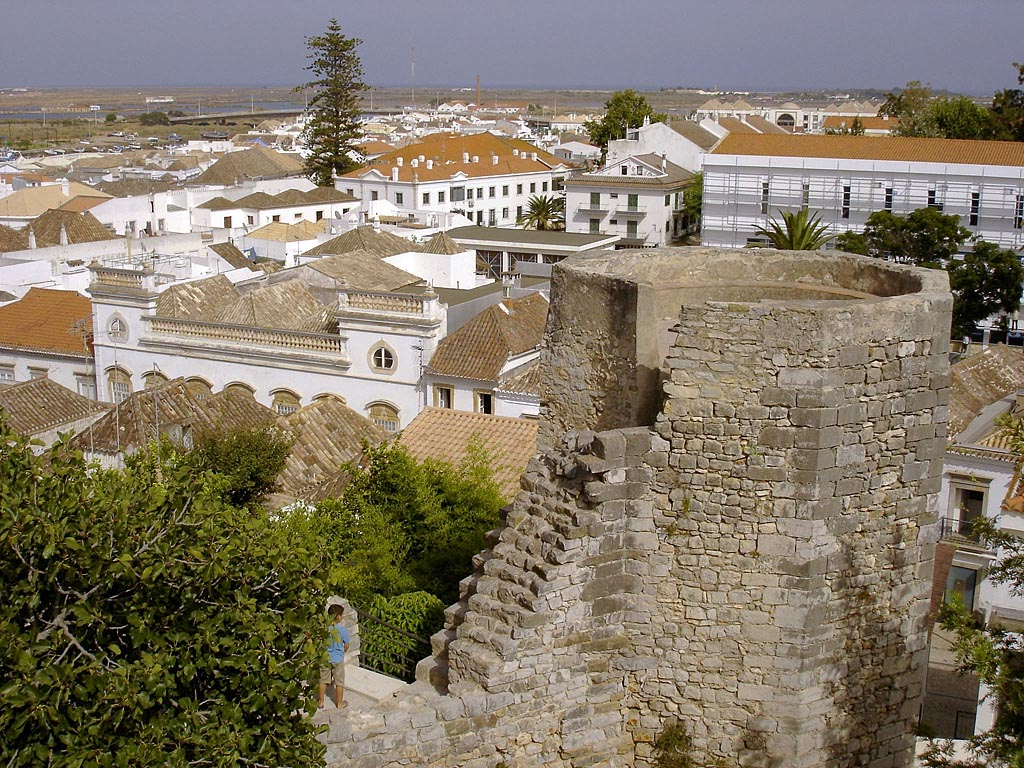

À partir de la reconquista, une nouvelle phase de construction s'est produite, lui conférant son plan ovale encore identifiable aujourd'hui. Au Bas Moyen Âge, il atteignait environ cinq hectares, une superficie considérable pour l'époque, témoignant de l'importance de l'établissement. De cette époque, les interventions réalisées sous les règnes d'Alphonse III et de Denis Ier sont remarquables. On pense que datent de ce dernier les vestiges identifiés dans le parc de Pensão Castelo, ainsi que la configuration originale de la porta de D. Manuel, en arc brisé, encore de style gothique. À l'époque moderne, cette porte devint l'axe principal de passage entre l'intérieur et l'extérieur des remparts, d'où l'inscription des armes de ce souverain. La clôture comptait alors sept portes : Fernão Mendes, Mouraria, Postigo, Feição, Vila Fria, D. Manuel et Porta Nova.